# 科伊普伊
37°57′S 72°26′W / 37.950°S 72.433°W

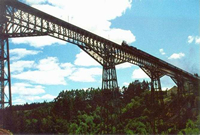

科伊普伊，是智利的城市，位於該國南部阿勞卡尼亞大區的馬雷科省，始建於1867年11月22日，面積1,295.9平方公里，海拔高度243米，2012年人口23,321人，人口密度每平方公里18人。